# Honor X10
Honor X10 також Honor X10 5G —  смартфон компанії Huawei під брендом Honor. Компанія презентувала його 20 травня 2020 року.
Телефон може стати найдешевшим смартфоном із підтримкою 5G, його заявлена ціна всього 282 дол.

## Дизайн
Задня панель та екран виконані зі скла. Бокова частина смартфону виконана з пластику.
Знизу знаходяться роз'єм USB-C, динамік, мікрофон та слот під 2 SIM-картки або 1 SIM-картку і карту пам'яті формату NM (Nano Memory) до 256 ГБ. Зверху розташовані другий мікрофон, 3.5 мм Аудіороз'єм та висувний механізм фронтальної камери. З правого боку знаходяться кнопки регулювання гучності та кнопка блокування смартфону, в яку вмонтований сканер відбитку пальця.
Honor X10 продавався в 4 кольорах: чорному, синьому, оранжевому та срібному.

## Апаратне забезпечення
Honor X10 5G має процесор Hisilicon Kirin 820 5G (7 нм), який включає вісім ядер: 1×2.36 ГГц Cortex-A76, 3×2.22 ГГц Cortex-A76 і 4×1.84 ГГц Cortex-A55. Графічний процесор Mali-G57 (6-ядерний).
Об'єм внутрішньої пам'яті складає 128 або 64 ГБ, оперативної  пам'яті — 8 або 6 ГБ відповідно. Підтримує карти Nano Memory.
Смартфон отримав LTPS IPS LCD екран діагоналлю 6.63 дюймів з роздільною здатністю 1080 × 2400 пікселів. Щільність пікселів — 397 ppi. Співвідношення сторін — 20:9.
Три модулі основної камери — 40 Мп (сенсор Sony IMX600y) з діафрагмою f/1.8 (широкий кут), 1/1.7", PDAF; 8 Мп, f/2.4, (ультраширокий кут) та 2 Мп (датчик глибини, він же сенсор макрозйомки), f/2.4 із вбудованим LED спалахом.
Фронтальна камера — 16 МП, об'єктив f/2.2 (широкий кут), 1/3", 1.0µm. Фронтальна камера — висувна.
Акумулятор Li-Pol незмінний, має місткість 4200 мА·год, є можливість швидкої зарядки потужністю 22.5 Вт.

## Програмне забезпечення
Honor X10 працює на базі операційної системи Android 10 без Google Play з графічною оболонкою Magic UI 3.
Інтерфейси: Wi-Fi a/b/g/n/ac DualBand, Wi-Fi Direct, hotspot, Bluetooth 5.0 (A2DP, LE), NFC.
Передача даних: GPS, ГЛОНАСС, BeiDou, A-GPS.
Смартфон отримав такі сенсори: датчик наближення, датчик освітленості, цифровий компас, акселерометр, гіроскоп, сканер відбитків пальців, можливість розблокування за обличчям.

## Цікавий факт
Смартфон використовувався під час сходження на вершину Еверест у травні 2020 року.